# 왕이진
왕이진(중국어 간체자: 王艺瑾, 정체자: 王藝瑾, 병음: Wáng Yìjǐn, 한자음: 왕예근, 영어: Rita Wang, 또는 왕윈쉬안(중국어 간체자: 王韵宣, 정체자: 王韻宣, 병음: Wáng Yùnxuān, 한자음: 왕운선, 1996년 12월 25일 ~ )은 중국의 가수이자 무용가, 배우로, 중국의 걸 그룹 경당소녀 303의 일원이다. 소속사는 제이워크 뉴조이이다. 팬덤명은 「500g」 (500그램)이며, 상징색은 「진 그린」 (瑾色)이다.  

## 생애
왕이진이 가수의 꿈을 꾸게 된 것은 유치원 시절부터 시작되었다. 당시 왕이진의 집 안에서는 왕이진 만을 위한 작은 콘서트를 열었으며, 스카프 등의 도구를 이용하여 머리를 단장하였고, 집 안의 어른들을 관중석에 앉히며, 부모와 함께 자신의 재능을 뽐내었다.

## 내력
2000년대 초, 중국 산둥방송국 어린이 프로그램 《햇빛추월로》 (阳光快车道)의 사회자를 맡아 대중들에게 이름을 알렸다.
2016년, 솔로 싱글 《아름다운 꿈이 풍화하다》 (风华媛梦)를 발매하였다. 2018년, 중국의 연예 기획사 제이워크 뉴조이(嘉行新悦)의 소속 연예인으로 계약하였다.
2019년, 중국중앙텔레비전-15 음악방송 프로그램 《풍화국악》 (风华国乐)에 참가하였다. 2019년 6월 9일, 드라마 《소년파》 (少年派)에 출연하여, 본격적인 배우로서의 활동도 진행하였다.
2020년 5월 2일, 동영상 사이트 플랫폼 텐센트 비디오에서 주최한 걸 그룹 결성 프로젝트 서바이벌 프로그램 《창조영 2020》에 참가하였다. 7월 4일, 최종 순위 발표식에서 '제3위'를 차지하여 프로젝트 걸 그룹 경당소녀 303의 일원이 되었다.

## 음악 작품

### 싱글
| 발매 일시       | 곡 명칭                                       | 곡 설명                                 | 각주                                                      |
| 2020년 5월 10일 | 《네가 제일 제일 제일 중요해》 (你最最最重要) | 《창조영 2020》 공식 주제 곡            |                                                           |
| 2020년 6월 21일 | 《떠나》 (离群)                               | 《창조영 2020》 콘셉트 평가 오리지널 곡 | 리즈팅, 천쥬오쉬엔, 장칭, 마스훼이, 린쥔이, 화청옌과 유닛 |

### 《창조영 2020》 공연 리스트
| 목록 | 방영 일시       | 공연 곡 및 원곡자                                                 | 공연 설명           | 각주           |
| 1화  | 2020년 5월 2일  | 《좋아해》 (喜欢你) / 덩쯔치                                      | 첫 무대 평가 곡     | 후보대         |
| 1화  | 2020년 5월 3일  | 《소곤소곤》 (咕叽咕叽) / 쑨옌쯔                                  | 첫 무대 평가 곡     | 후보대         |
| 3화  | 2020년 5월 16일 | 《신기》 (神奇) / 쑨옌쯔                                          | 팀 배틀 평가 곡     | 센터 팀 패배   |
| 5화  | 2020년 5월 31일 | 《세상은 쉽게 무너지지 않아》 (世界不会轻易崩塌) / 청셩룬(陈圣仑) | 포지션 배틀 평가 곡 | 1위 현장 97표  |
| 8화  | 2020년 6월 21일 | 《떠나》 (离群)                                                   | 콘셉트 평가 곡      | 1위 현장 111표 |
| 10화 | 2020년 7월 4일  | 《피닉스 (Phoenix)》 (火羽 Phoenix)                               | 파이널 무대 곡      | 최종 '3위'     |

## 영상 작품

### 드라마
| 연도   | 명칭                | 배역            | 각주 |
| 2019년 | 《소년파》 (少年派) | 량윈슈 (梁云舒) |      |